# Communauté de communes des Deux Morin
La communauté de communes Deux Morin est une communauté de communes française, située dans le département de Seine-et-Marne en région Île-de-France.

## Historique
Dans le cadre des dispositions de la loi portant nouvelle organisation territoriale de la République (Loi NOTRe) du 7 août 2015, qui prévoit que les établissements publics de coopération intercommunale (EPCI) à fiscalité propre doivent avoir un minimum de 15 000 habitants (et 5 000 habitants en zone de montagnes), le préfet de Seine-et-Marne a approuvé un nouveau schéma départemental de coopération intercommunale (SDCI) qui prévoit notamment la fusion des communautés de communes de la Brie des Morin et du Cœur de la Brie.
C'est ainsi que la communauté de communes des Deux Morin a été créée le 1er janvier 2017 par arrêté préfectoral du 19 décembre 2016,.
Elle résulte de la fusion des anciennes communautés de la Brie des Morin (21 communes) et du Cœur de la Brie (10 communes).

## Territoire communautaire

### Description
La communauté administre un territoire rural  situé en Seine-et-Marne, à la limite entre l'Île-de-France et la région Grand Est, entre le Petit Morin et le Grand Morin, qui lui donnent son nom. Ce territoire est localisé sensiblement à égale distance des pôles économiques que sont Meaux, Provins, Coulommiers et Château-Thierry.
Il a été durement frapé sur le plan économique par deux fermetures d'usines en 2019 : la papeterie ArjoWiggins (220 salariés) et la faïencerie Villeroy & Boch (113 employés), et a perdu en 2002 sa desserte ferroviaire autrefois assuré par la ligne de Gretz-Armainvilliers à Sézanne, bien qu'un projet de réouverture soit envisagé,

### Composition
En 2024, la communauté de communes est composée des 31 communes suivantes :

| Nom                      | Code Insee | Gentilé           | Superficie (km2) | Population (dernière pop. légale) | Densité (hab./km2) |
| ------------------------ | ---------- | ----------------- | ---------------- | --------------------------------- | ------------------ |
| La Ferté-Gaucher (siège) | 77182      | Fertois           | 17,32            | 4 762 (2022)                      | 275                |
| Bellot                   | 77030      | Bellotiers        | 16,36            | 776 (2022)                        | 47                 |
| Boitron                  | 77043      |                   | 5,14             | 326 (2022)                        | 63                 |
| La Chapelle-Moutils      | 77093      | Capellomoutillais | 18,9             | 405 (2022)                        | 21                 |
| Chartronges              | 77097      | Chartrongeais     | 8,2              | 302 (2022)                        | 37                 |
| Choisy-en-Brie           | 77116      | Choiséens         | 25,03            | 1 331 (2022)                      | 53                 |
| Doue                     | 77162      | Dovinsiens        | 20,05            | 1 119 (2022)                      | 56                 |
| Hondevilliers            | 77228      | Hondevillois      | 5,53             | 260 (2022)                        | 47                 |
| Jouy-sur-Morin           | 77240      | Jouyssiens        | 18,45            | 2 221 (2022)                      | 120                |
| Lescherolles             | 77247      | Lescherollais     | 11,01            | 450 (2022)                        | 41                 |
| Leudon-en-Brie           | 77250      | Leudonais         | 4,24             | 167 (2022)                        | 39                 |
| Meilleray                | 77287      | Meillerassiens    | 7,77             | 505 (2022)                        | 65                 |
| Montdauphin              | 77303      | Montdauphinois    | 9,84             | 237 (2022)                        | 24                 |
| Montenils                | 77304      | Montenilois       | 5,3              | 30 (2022)                         | 5,7                |
| Montolivet               | 77314      | Montolivetains    | 16,37            | 251 (2022)                        | 15                 |
| Orly-sur-Morin           | 77345      | Orlysiens         | 5,87             | 660 (2022)                        | 112                |
| Rebais                   | 77385      | Resbaciens        | 11,05            | 2 291 (2022)                      | 207                |
| Sablonnières             | 77398      | Sablonniérois     | 13,98            | 768 (2022)                        | 55                 |
| Saint-Barthélemy         | 77402      | Barthéloméens     | 14,99            | 340 (2022)                        | 23                 |
| Saint-Cyr-sur-Morin      | 77405      | Saint-Cyriens     | 19,1             | 1 943 (2022)                      | 102                |
| Saint-Denis-lès-Rebais   | 77406      | Dionysiens        | 15,12            | 989 (2022)                        | 65                 |
| Saint-Germain-sous-Doue  | 77411      | Germinois         | 10,01            | 553 (2022)                        | 55                 |
| Saint-Léger              | 77417      | Léodegendiens     | 9,63             | 244 (2022)                        | 25                 |
| Saint-Mars-Vieux-Maisons | 77421      |                   | 19,02            | 248 (2022)                        | 13                 |
| Saint-Martin-des-Champs  | 77423      |                   | 10,42            | 660 (2022)                        | 63                 |
| Saint-Ouen-sur-Morin     | 77429      | Audoniens         | 3,79             | 526 (2022)                        | 139                |
| Saint-Rémy-de-la-Vanne   | 77432      | Saint-Rémois      | 15,07            | 976 (2022)                        | 65                 |
| Saint-Siméon             | 77436      | Saint-Siméonais   | 12,27            | 895 (2022)                        | 73                 |
| La Trétoire              | 77472      | Trétoiriens       | 9,28             | 467 (2022)                        | 50                 |
| Verdelot                 | 77492      | Verdelotais       | 25,6             | 626 (2022)                        | 24                 |
| Villeneuve-sur-Bellot    | 77512      | Villeneuvois      | 9,52             | 1 143 (2022)                      | 120                |

### Démographie
| 1968   | 1975   | 1982   | 1990   | 1999   | 2009   | 2014   | 2020   |
| ------ | ------ | ------ | ------ | ------ | ------ | ------ | ------ |
| 15 842 | 16 894 | 18 344 | 21 010 | 23 045 | 25 420 | 26 411 | 26 590 |

## Organisation

### Siège
Le siège de l'intercommunalité est à La Ferté-Gaucher, 1, rue Robert Legraverend, mais les services à la Maison des services publics, 6 rue Ernest Delbet, 77320 La Ferté-Gaucher.

### Élus
La communauté de communes est administrée par son conseil communautaire, composé de 50  conseillers municipaux représentant chacune des  communes membres et répartis[Quand ?] de la manière suivante en fonction de leur population[réf. nécessaire] :

- 9 délégués pour La Ferté Gaucher ; 

- 4 délégués pour Rebais et Jouy-sur-Morin ; 

- 3 délégués pour Saint-Cyr-sur-Morin ; 

- 2 délégués pour Choisy-en-Brie, Villeneuve-sur-Bellot et Doue ; 

- 1 délégué ou son suppléant pour chacune des autres communes.

À la suite des élections municipales de 2020 en Seine-et-Marne, le conseil communautaire renouvelé a réélu  le 16 juillet 2020 son président,  Jean-François Delesalle, maire de Doue — qui avait été élu à ce mandat en 2019, après la démission de José Dervin — et désigné ses 10 vice-présidents, qui sont en 2020 : 
1. Thierry Bontour, maire de La Chapelle-Moutils, chargé des finances et des marchés publics ;
2. Mickaël Rousseau, maire de Jouy sur Morin, chargé du développement économique et numérique ;
3. Mme Dominique Frichet,  première maire-adjointe de La Ferté-Gaucher, chargée du tourisme, du slow tourisme et de la promotion du territoire ;
4. Monsieur Daniel Talfumier, maire de Choisy-en-Brie, chargé de l'eau et de l'assainissement ;
5. Édith Theodose, maire de Saint-Cyr-sur-Morin, chargée de la santé et du social ;
6. Michel Roch, maire de Saint-Barthélémy, chargé des transports, des matériels, du parc de véhicule et de la défense incendie
7. Renée Chabrillanges, Maire de Saint-Siméon, chargée de la petite enfance, de l'enfance et de la jeunesse ;
8. M. Dominique Lefebvre, conseiller municipal  de Sablonnières, chargé de la culture, des animations et du patrimoine ;
9. André Trawinski, maire de Chartronges, chargé  des politiques sportives et des équipements sportifs ;
10. Philippe Devestele, maire de Montdauphin, chargé l'environnement, GEMAPI et du traitement des déchets.

Le bureau communautaire est constitué pour la mandature 2020-2026 du président, des dix vice-présidents et de quatre autres membres, qui sont les maires de Saint Léger, de Saint Mars Vieux Maisons, de Rebais er de de Villeneuve sur Bellot.
Fin février 2024, le président démissionne, tout en demeurant maire de Doue et conseiller communautaire.

### Liste des présidents
| Période      | Période      | Identité                | Étiquette | Qualité                                                                                             |
| ------------ | ------------ | ----------------------- | --------- | --------------------------------------------------------------------------------------------------- |
| janvier 2017 | avril 2019   | José Dervin             | DVD       | Maire de La Trétoire (2001 → ) Président de la CC de la Brie des Morin (2016 → 2016) Démissionnaire |
| avril 2019   | février 2024 | Jean-François Delesalle |           | Ingénieur de l’aviation civile et ancien contrôleur aérie Maire de Doue (2008 → ) Démissionnaire    |

### Compétences
L'intercommunalité exerce les compétences qui lui ont été transférées par les communes membres, dans les conditions déperminées par le code général des collectivités territoriales. Il s'agit de :
- Aménagement de l'espace ;
- Développement économique ;
- Aires d'accueil des gens du voyage et des terrains familiaux locatifs ;
- Collecte et traitement des déchets des ménages et déchets assimilés
- Gestion des milieux aquatiques et prévention des inondations (GEMAPI)
- Protection et mise en valeur de l'environnement ;
- Équipements culturels et sportifs d’intérêt communautaire et d’équipements de l’enseignement préélémentaire et élémentaire d’intérêt communautaire ;
- Action sociale d'intérêt communautaire ;
- Voirie d'intérêt communautaire ;
- Maisons de services au public ;
- Construction et gestion de la Gendarmerie de Rebais
- Transports
- Aménagement numérique
- Défense extérieure contre les incendies
- Actions de santé d'intérêt communautaire
- Assainissement non collectif
- Mise en œuvre du SAGE des 2 Morin.

### Régime fiscal et budget
La communauté de communes est un établissement public de coopération intercommunale à fiscalité propre.
Afin de financer l'exercice de ses compétences, l'intercommunalité perçoit la fiscalité professionnelle unique (FPU) – qui a succédé à la taxe professionnelle unique (TPU) – et assure une péréquation de ressources entre les communes résidentielles et celles dotées de zones d'activité.
L'intercommunalité bénéficie d'une bonification de la dotation globale de fonctionnement (DGF) et ne verse pas de dotation de solidarité communautaire (DSC) à ses communes membres.

## Projets et réalisations
Conformément aux dispositions légales, une communauté de communes a pour objet d'associer des « communes au sein d'un espace de solidarité, en vue de l'élaboration d'un projet commun de développement et d'aménagement de l'espace ».